# 张石川
张石川（1889年—1953年或1890年—1954年），原名张伟通，字蚀川，男，浙江宁波人，中国电影事业之开拓者，电影事业家，中国最早期导演之一。

## 生平
16岁时，父亲病逝。
1913年，美国商人于上海创办亚细亚影戏公司，即聘请时年仅23岁的张石川担任公司顾问并让他主持公司制片业务。
1916年，创办幻仙公司。
1922年，创办明星影片公司，任总经理兼导演。

## 作品
导演、创作有电影150余部。
- 1913年，《难夫难妻》与郑正秋合导（中国第一部故事片）
- 1916年，《黑籍冤魂》，为当时著名影片
- 1923年，《孤儿救祖记》
- 《火烧红莲寺》（中国第一部武侠片）
- 《歌女红牡丹》（中国第一部有声影片）
- 《脂粉市场》
- 《压岁钱》
- 《啼笑因缘》
- 《空谷兰》

## 外部連結
- 張石川在互联网电影资料库（IMDb）上的資料（英文）